# 許敏善
許敏善（韓語：허민선，1990年7月12日—），藝名Way（웨이），韓國女子偶像组合Crayon Pop成員，在隊內擔任領唱、主Rapper，與雙胞胎姊姊許敏真（ChoA）於2014年10月15日組成分隊草莓牛奶（韓語：딸기우유），並於當日發行迷你專輯。曾為樂團N.Dolphin主唱。

## 外部連結
- 許敏善的Instagram帳戶
- 許敏善的Youtube頻道 （页面存档备份，存于）